# Ebino

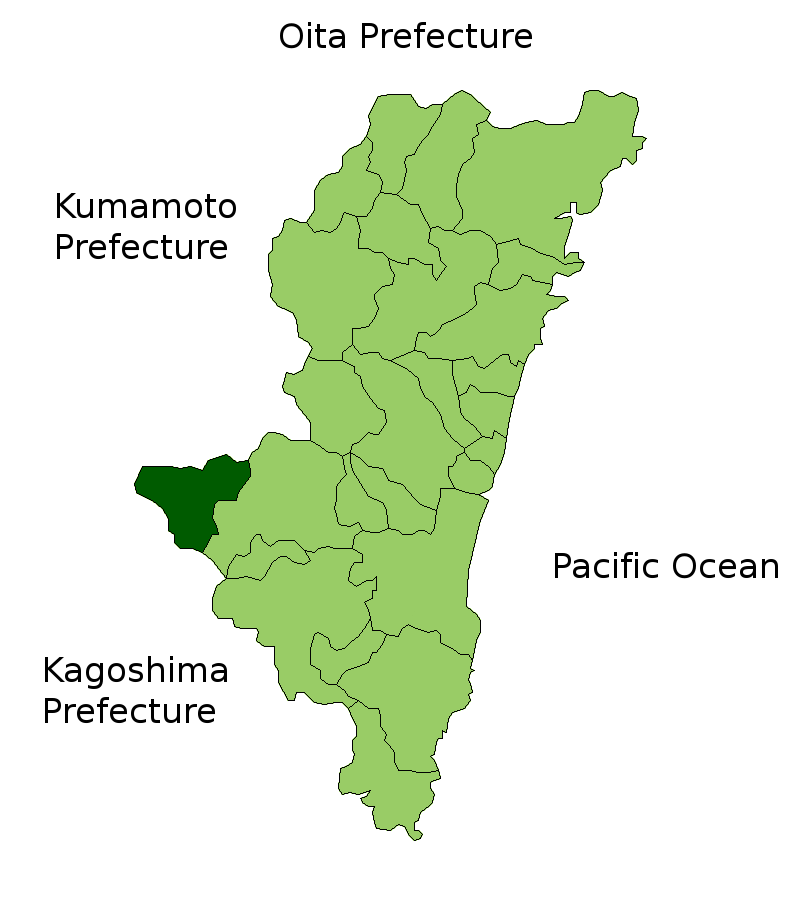

Ebino (えびの市 Ebino-shi?) este un municipiu din Japonia, prefectura Miyazaki.